# اونو، ایواته
اونو، ایواته (به لاتین: Ōno) یک منطقهٔ مسکونی در ژاپن است که در ناحیه توهوکو واقع شده‌است. اونو ۶٬۰۱۲ نفر جمعیت دارد.